# Dominik Lobentanzer
Dominik Lobentanzer (* 31. Mai 1988 in Altötting) ist ein deutscher Koch.

## Werdegang
Lobentanzer kochte ab 2012 im Restaurant Ikarus in Salzburg (ein Michelinstern). 2015 wurde er Souschef im Restaurant Döllerer bei Andreas Döllerer in Golling an der Salzach (18 Punkte Gault-Millau). 2016 wechselte er zum Restaurant Einsunternull bei Andreas Rieger in Berlin (ein Michelinstern). 2017 kehrte er als Küchenchef zurück zum Restaurant Döllerer.
2020 machte er sich mit dem Restaurant 271 in Burghausen selbstständig. 2024 wurde sein Restaurant mit einem Michelinstern ausgezeichnet. Im Juli 2025 kündigte er die Schließung seines Restaurants bis Jahresende an.

## Auszeichnungen
- 2017: Sous chef des Jahres, Rolling Pin[1]
- 2024: Ein Stern im Guide Michelin für das Restaurant 271 in Burghausen[5]